# Thomas Calabro

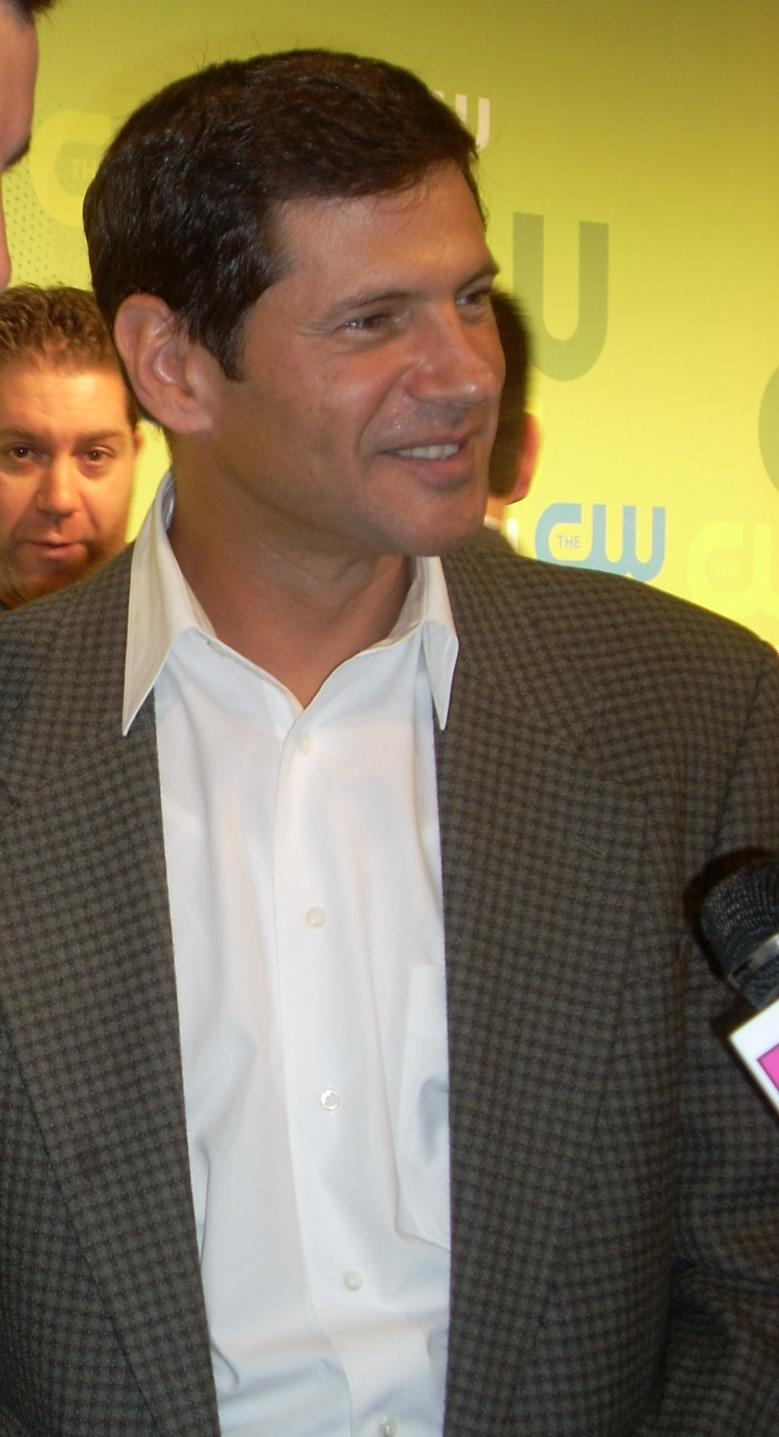
Thomas Calabro im Jahre 2009

Thomas F. Calabro (* 3. Februar 1959 in Brooklyn, New York City, New York) ist ein US-amerikanischer Schauspieler, der sporadisch auch als Regisseur und Produzent in Erscheinung tritt. Außerdem ist er auch als Werbesprecher und im Voice-over-Bereich im Einsatz.

## Leben

### Langsamer Karrierestart
Calabro wurde im Jahre 1959 im New Yorker Stadtbezirk Brooklyn geboren, wo er auch aufwuchs. Seinen ersten Job hatte er laut eigenen Angaben im Alter von acht Jahren, als er in der Imbissstube seines Vaters, welche oberhalb der NYCS-Station Montrose Avenue lag, aushalf. Dabei war er anfangs vorwiegend für kleinere Arbeiten zugeteilt, lernte aber im Grundschulalter die Zubereitung von Sodas, Milchshakes, Malzmilch, Egg creams, Tee und Kaffee. In den ersten Jahren war er zumeist ganztägig am Wochenende in der Imbissstube seines Vaters im Einsatz. Nachdem er unter anderem auch als Tellerwäscher und Lagerarbeiter im Familienbetrieb gearbeitet hatte, kam er als Dreizehnjähriger auch an den Grill und war im Laufe der Jahre auch für die Buchhaltung zuständig. Ab seinem ersten Jahr an der High School arbeitete er den gesamten Sommer über ganztägig im Familienbetrieb und tat dies bis seine Mutter beschloss, als er zu dieser Zeit gerade das College besuchte und sein Vater gerade verstorben war, die Imbissstube zu verkaufen. Dabei arbeitete er als ältester Sohn im Betrieb, bekam jedoch für seine Arbeiten nie ein Entgelt ausbezahlt, da es als Selbstverständlichkeit angesehen wurde, dass er im elterlichen Betrieb mitarbeitete und dies in gleicher Weise, wie auch seine Schwestern im Haushalt mithalfen. Während er in der Imbissstube seiner Eltern arbeitete, besuchte er unter der Woche auch die Schule. Unter anderem war dies von 1970 bis 1973 die Holy Child Jesus Elementary School, eine katholische Schule, die neben der Monsignor William P. Murray Hall auf Höhe der 86th Avenue im Grenzbereich zur 111th Street im Bezirk Queens liegt. Hier hatte er auch seinen ersten Auftritt als Schauspieler, als er im Schulstück Joseph and His Amazing Technicolor Dreamcoat, einem Laientheater, mitwirkte und dabei eine eher kleine Rolle übernahm. Zu diesem Zeitpunkt war er gerade elf Jahre alt, wobei er bereits ein Jahr später als Zwölfjähriger zu einem weiteren Engagement kam.
Da Calabro, wie auch schon zu dieser Zeit üblich, den Pfadfindern angehörte und in der dortigen Marschkapelle als einer von drei Snare-Drummer in Erscheinung trat, wurde die Marschkapelle vom US-Fernsehsender NBC zu einer Spezialsendung engagiert. Zu dieser Zeit lernte er auch prominente Persönlichkeiten wie Ann Miller oder Fred Gwynne kenne. Während der Aufnahmen zur Sendung wurden die Jungen gebeten, nicht wirklich auf ihren Trommeln zu spielen, sondern lediglich einen Fake-Auftritt hinzulegen. Noch im gleichen Jahr wollte Calabro ein einwöchiges Pfadfinderlager der Boy Scouts of America, denen er angehörte, besuchen. Sein Vater willigte dabei ein, allerdings nur unter der Bedingung, dass sein Sohn sein eigenes Geld verdienen solle, was er schließlich auch im Familienbetrieb tat. Dabei arbeitete er drei Wochen lang von Montag bis Freitag, von sechs Uhr morgens bis sechs Uhr abends, im elterlichen Betrieb, der von der Familie immer nur als „The Store“ bezeichnet wurde. Dafür bekam er von seinem Vater 33 Dollar, womit seine Teilnahme am Pfadfinderlager gesichert war. Am Morgen nach seinem Dienstende wurde er von seinem Vater geweckt, der meinte, dass er noch den ganzen Sommer weiterarbeiten solle. Dies tat der junge Thomas Calabro schließlich auch und war noch bis zu seiner Collegezeit im elterlichen Betrieb tätig, wo er kein fixes Gehalt bekam, sondern lediglich mit den erhaltenen Trinkgeldern auskommen musste. Im Jahre 1973 folgte für den Jungen die Aufnahme an der höchst angesehenen Stuyvesant High School mit Sitz an der East Side von Manhattan, der er bis 1977 angehörte. Das Jahr 1974 verbrachte er zum Großteil an der Seite seines Pfadfinderleiters, mit dem er quer durch die Vereinigten Staaten reiste und mit ihm unter anderem auch am Grand Canyon wanderte. Bereits im Jahr darauf kam er als 16-Jähriger zu seinem dritten Engagement als Schauspieler, als er ein weiteres Mal auf der Bühne des Auditoriums an der Holy Child Jesus Elementary School auftrat. Dabei hatte er im Stück Jesus Christ Superstar bereits eine weitaus wesentlichere Rolle als König Herodes inne, für die er im Nachhinein viel Lob und durchaus positive Kritik erhielt.

### Allmählicher Durchbruch nach Studienbeginn
Im Jahre 1977 folgte seine Aufnahme an der Fordham University, wo er am Bronx Campus erste wirkliche Erfahrungen im Schauspielbereich sammelte. So hatte er zu Beginn seines Studiums noch keine Ahnung, wohin sein weiterer Karriereweg führen wird, da er zu diesem Zeitpunkt noch in den Footballbereich wechseln wollte. Danach kam er auch zu einem Zeitpunkt, als er in die Fußstapfen seiner Schwester treten und eine Karriere als Chirurg einschlagen wollte. Sein Vater wiederum wollte, dass er eine Karriere als Rechtsanwalt beziehungsweise Jurist beginnt, was Thomas Calabro allerdings nicht wollte. Ebenso wenig wollte er in die Gastronomie wechseln, was ebenfalls kurzzeitig als ein Aspekt seines zukünftigen Werdegangs diente. Im Laufe der Zeit besuchte Calabro sämtliche Kurse und fand schließlich an einem Kurs mit dem Titel „Introduction to Theatre“ größeres Gefallen. Durch diesen Kurs und die Ausbildung, die er dabei genoss, fand er schließlich auch den Weg ins Schauspielgeschäft. Seinen damaligen Lehrer, einen bereits älteren Herren, bezeichnete er dabei als für ihn persönlich als sehr einflussreich. Im Sommer des Jahres 1978 sammelte der junge Student an einem sogenannten Summer-Stock-Theater, einem Theater, das vorwiegend Produktionen im Sommer abhält, schauspielerische Erfahrung. Nachdem er in seinem Freshman-Jahr auf der Suche nach Sommerkursen war, erfuhr er, dass er von der Universität vier sogenannte Credit Points erhielte, wenn er an einem Summer-Stock-Theater zum Einsatz käme. Dies war auch das einzige Jahr, dass dies von der Universität genehmigt wurde. Der Kurs wurde dabei mit dem Teil des Lincoln Center Campus der Fordham University zusammengelegt und Calabro war die letzte Person, die vorsprechen musste. Durch seine Rolle als König Herodes, die er einige Jahre zuvor bei seiner Aufführung an der Holy Child Jesus Elementary School innehatte, schaffte er die Aufnahme in den Sommerkurs. Dabei wurde er allerdings nicht als bezahlter Schauspieler ins Team geholt, sondern als unbesoldeter Auszubildender. Um quasi seinen Lebensunterhalt zu sichern, beschloss Calabro einen weiteren Job in einem Restaurant anzunehmen, um sich so für die kommenden zwei Monate am Summer-Stock-Theater, dem Fort Salem Theatre, zu finanzieren. Aus diesem Grund zog er im Sommer kurzzeitig auch nach Fort Salem im Washington County. Die Spielsaison der Theatergruppe bestand dabei auch aus fünf Shows innerhalb dieser zwei Monate, was vor allem der Hauptgrund für Calabros Umzug nach Fort Salem war, da er einem Pendeln entweichen wollte. In dieser Zeit fühlte er sich in gewisser Weise als Arbeitsknecht, da er im Theater jede nur denkbare Arbeit übernehmen musste.
Dennoch liebte er seine Arbeit und kam dabei auch zu kleineren Rollen innerhalb der Produktionen. Dabei „pfuschte“ er sich, laut eigenen Angaben, durch die ganzen Produktionen, in denen er vorwiegend mit Leuten zusammenarbeitete, die bereits seit ihrer frühen Kindheit als Sänger, Tänzer und Schauspieler im Einsatz waren. Zielstrebig kam Calabro schließlich aus den Sommerferien und beschloss mit seinen Kollegen alles daran, an seinen schauspielerischen Fähigkeiten zu arbeiten, um zum bestmöglichen Schauspieler zu werden. Einen ersten großen Schritt sah er darin, seinen Brooklyn-Akzent, der sich bereits vertieft hatte, abzulegen. Zu diesem Zeitpunkt hatte er allerdings noch keine Ahnung, wie schnell und zum Teil auch schmerzhaft sein weiterer Karriereverlauf beginnen würde. Nachdem er wieder an die Fordham University zurückgekehrt war, wechselte er noch im Studienjahr 1978 vom Bronx Campus an den Lincoln Center Campus, wo er bereits im Sommer zahlreiche Kommilitonen kennenlernte. Gleich im Anschluss sprach er für die erste Produktion der Theatergruppe vor, die am Liberal Arts Campus stattfinden sollte. In der Shakespeare-Produktion A Midsummer Night's Dream war er schließlich in einer eigenen Angaben zufolge großartigen, wenn auch kleinen Rolle zu sehen. Dabei galt er auch als zweite Besetzung des Elfenkönigs Oberon, der in der ersten Besetzung von der späteren Schauspielgröße Denzel Washington gespielt wurde, mit dem Calabro zusammen auch in anderen Produktionen im Einsatz war und ihn noch bis heute als guten Freund bezeichnet. Nur etwa eine Woche vor der Theaterprobe musste Washington, der zu dieser Zeit bereits erste Engagements in Film und Fernsehen hatte, unter anderem 1977 im Fernsehfilm Wilma Rudolph, die schwarze Gazelle, das Team verlassen und die Zweitbesetzung Calabro als König der Elfen ins Team geholt. Um seinen noch immer vorherrschenden Brooklyn-Akzent wegzubringen, wurde Calabro mit einem der herausragendsten Sprechtherapeuten dieser Zeit in Verbindung gebracht. Mit der Logopädin Fay Van Saal ging er dabei jedes einzelne Wort seines Dialogs in der gesamten Produktion durch und arbeitete sich dabei mit ihrer Hilfe Buchstabe für Buchstabe, Vokal für Vokal usw. voran. Dennoch konnte er sich durchsetzen und kam noch im selben Jahr auch in anderen Produktionen, wie Tea and Sympathy, zu dem unter anderem 1956 bereits ein Film gedreht wurde, der im deutschsprachigen Raum unter dem Namen Anders als die anderen bekannt ist, sowie den Werken Blood Wedding und You’re a Good Man, Charlie Brown.

### Weitere Theater- und Festivalauftritte ab dem zweiten Studienjahr
Nach seinen ersten größeren Theaterauftritten im Jahre 1979, als er auch als Ersatz von Denzel Washington agierte, kam er im Laufe der Zeit zu immer mehr Auftritten. 1980 hatte er schließlich, 21-jährig, seinen ersten bezahlten Gig als Schauspieler, als er in einer Summer-Stock-Theaterproduktion im Old Bellport Playhouse (Gataway Bellport Playhouse), an dem auch schon Robert Duvall im Einsatz war, in Erscheinung trat. Sein dennoch recht dürftiges Gehalt beinhaltete auch seine Tätigkeiten als Theaterregisseur und Lehrer. Außerdem unterrichtete er von Montag bis Freitag auch noch Kindergruppen, denen er einen Einblick in die Schauspielerei gewährte. Mit den Kindern arbeitete er auch an den Stücken Annie und Peter Pan, wobei er hierbei auch als Regisseur aktiv war. Im Juli 1980 verstarb sein Vater, weshalb Thomas Calabro kurzzeitig in seinen Theatertätigkeiten pausierte, um seinem Vater die letzte Ehre zu erweisen. Nach der Rückkehr an die Universität erhielt er einen überraschenden Besuch seiner älteren Schwester, die ihn fragte, was er in seinem weiteren Leben anstellen werde. Sie nahm zu diesem Zeitpunkt an, dass ihr Bruder seinen weiteren Karrieregang nur hinauszögerte, ohne ein wirkliches Ziel vor Augen zu haben. Danach erzählte er ihr das, was er bereits ein Jahr zuvor auch schon seinem Vater gesagt hatte, und meinte gleichzeitig, dass ihn nichts an seiner Entscheidung Schauspieler zu werden abbringen könne. Auch meinte er, dass diese tausende Stunden, die er im elterlichen Betrieb verbracht hatte, sehr an der Entwicklung seiner Selbstständigkeit beigetragen hätten. Nachdem er in seinem Senior-Jahr am College die Arbeiten in seinen beiden Hauptstudiengängen „Englisch“ und „Theater“ abgeleistet hatte und gerade für das Nebenfach „Psychologie“ gearbeitet hatte, wollte er sich noch intensiver der Schauspielerei widmen und beschloss mit engagierteren, talentierteren und vor allem anspruchsvolleren Schauspielern und Lehrern zusammenzuarbeiten. So kam er schließlich zum The New School Conservatory Theatre, das von einer jungen Yale-Absolventin geleitet wurde, und das Calabro als seine „zweite Schule“ bezeichnete. Zu dieser Zeit beschäftigte er sich auch bereits mit seinem Abschluss und der Frage, was er nach seinem Studienabschluss machen werde. So hatte er zum damaligen Zeitpunkt zwei klare Ziele vor Augen. Zum einen war dies der Auszug aus seinem Elternhaus und der Start in sein eigenes „Erwachsenenleben“ sowie der Durchbruch im Schauspielbereich. Da er an der Schauspielschule The New School Conservatory Theatre keine wirklich Perspektive darin sah, sollten für Calabro bald schon andere Arbeiten folgen. Unter anderem war er im Jahre 1981 für einige Zeit im Covenant House an der 42nd Street in Manhattan mit Charity-Arbeit beschäftigt, wo er zumeist Kindern Schauspielunterricht gab.
Etwa um die Jahre 1981/82 kaufte sich Calabro ein Buch mit dem Titel „Acting Professionally“, das er als „seine Bibel“ bezeichnete, und dem er quasi Wort für Wort Folge leistete. Zur selben Zeit waren auch seine ersten Headshots fertig, die er mitsamt seinem Lebenslauf an verschiedene Agenturen schickte, nachdem er sich zuvor ein Buch mit sämtlichen Namen und Adressen wichtiger Agenturen bzw. Agenten besorgt hatte. Mit der Zeit kam er zu einigen Schauspieleinsätzen in NYU-Grad-Filmen und ging danach mit der South Carolina Theatre Company auf eine „Shakespeare Tour“ mit dem Namen „Scenes and Soliloquies“. Während dieser Zeit lernte Calabro weiterhin sehr viel und versuchte sich in verschiedenen Schauspielklassen und wurde im Laufe der Zeit schließlich von einem angesehenen Agenten einer ebenso angesehenen Agentur (Hesseltine-Baker and Associates) unter Vertrag genommen und war dabei ab dieser Zeit vor allem für die Theaterarbeit zuständig. Um seine Rechnungen zu bezahlen, arbeitete der rund 23-jährige Calabro zu dieser Zeit weiterhin als Kellner in verschiedenen Restaurants und ging auch einigen Gelegenheitsjobs hinterher. Darunter fielen auch zahlreiche kreative Arbeiten, wie zum Beispiel als Assistent eines Künstlers und eines Fotografen. Im Alter von 23 Jahren kam das Nachwuchsschauspieltalent im Jahre 1982 zu seinem ersten Einsatz im Werbebereich, was gleichzeitig auch seine ersten Arbeit in der SAG bedeutete. Dabei wurde er in einem Spot der Putzmittelmarke Zest, welche zum Konzern Procter & Gamble gehört, eingesetzt. 1983 kam er zulassungsfrei ans Long Wharf Theatre nach New Haven in den Bundesstaat Connecticut, wo er kurzzeitig im Stück Open Admissions auftrat. Unter anderem wurde er in diesem Jahr auch vom 2007 verstorbenen Ed Kovens ausgebildet, der im Laufe der Jahre mit einigen Schauspielgrößen zusammengearbeitet hatte. Weitere Engagements folgten für Calabro in diesem Jahr im Cincinnati Playhouse in the Park, einem der ersten Landestheater in den USA, das im Jahre 1959 errichtet wurde. Seine Lebensweise zu dieser Zeit bezeichnet Calabro selbst als recht chaotisch, da er vorwiegend während seiner Studienzeit zu seinen Theaterauftritten kam, dabei oftmals rund sechs Wochen aus der Stadt war, um danach zurückzukehren, ohne Gelegenheitsarbeit zu sein, um nur bald darauf erneut die Stadt zu verlassen, um bei weiteren Stücken mitzuspielen. Seine Zeit an den regionalen Theaterstätten sah Calabro anfangs als Sprungbrett für eine mögliche spätere Karriere am Broadway. Obgleich er schließlich doch keine Aussichten mehr auf eine spätere Karriere am Broadway hatte, war er mit seinen Engagements doch so erfolgreich, um das Geld für seinen Lebensunterhalt nicht mehr mit Gelegenheitsjobs zu verdienen, da er bereits in dieser Phase mit der Schauspielerei genug Geld einnahm. Anzumerken ist unter anderem, dass Calabro, der auch noch zur damaligen Zeit verschiedene Schauspielkurse besuchte, in einem Zeitraum von sieben bis acht Jahren mit Kovens zusammenarbeitete bzw. von diesem ausgebildet wurde und das immer nur, wenn sich Calabro in der Stadt aufhielt und nicht gerade wieder in einem auswärtigen Theater aktiv war.

### Erste Engagements in Film und Fernsehen
Im Jahre 1984 stand für den angehenden Schauspieler ein Agenturwechsel auf dem Plan. Nachdem seine Agentin, Jo Ganz, von Hesseltine-Baker and Associates abging, um eine eigene Agentur zu gründen, folgte ihr Calabro und kam so noch im gleichen Jahr zu seinem ersten nennenswerten Auftritt im Film- und Fernsehgeschäft (mit Ausnahme des Marschkapellenauftrittes im Jahr 1971). Zu diesem Zeitpunkt war Calabro, der nun dem Kingman-Ganz Agency angehörte, bereits 25 Jahre alt und startete dabei verhältnismäßig spät in seine Fernsehkarriere. Nur etwa zwei Wochen nach der Gründung der Agentur verließ seine Agentin diese auch schon wieder, wobei der 25-Jährige kurzzeitig ohne Agenten dastand, den er aber gleich darauf in Michael Kingman, dem damaligen Partner von Ganz, fand. Durch ihn fand Calabro auch den Weg ins Fernsehen, da ihm Kingman versprach nicht ins Seifenopern, Werbespots oder Theaterproduktion zu bringen, sondern direkt ins Fernsehen. Seinen ersten Filmauftritt hatte er so im international ausgestrahlten Film Exterminator 2, wo er in die Rolle des Larry schlüpfte. Weitere Einsätze im Jahre 1984 waren unter anderem das Stück Snack des 2002 Leonard Gershe, mit dem er von Maine bis Denver tourte, sowie ein Einsatz in einem Werbespot der Pound Puppies, einer Marke des Spielwarenherstellers Tonka. 1985 folgte für ihn eine weitere kleine Rolle im Film Nachts wenn der Mörder kommt mit Martin Sheen und Hector Elizondo. Die Zeit danach war wiederum vorwiegend von Theaterauftritten und Arbeiten im Voice-over-Bereich geprägt, in den Calabro im Alter von 27 Jahren im Jahre 1986 anfing. Im gleichen Jahr verließ er seine Werbeagentur, nachdem seine Agentin bereits zum wiederholten Male seine Schecks zurückhielt, und wechselte gleich darauf zu Cunningham, Escott and Dipine, seiner neuen Werbeagentur, die zu diesem Zeitpunkt als eine der erfolgreichsten in ganz New York City galt. Nachdem er für die Agentur in zahlreichen Werbespots zum Einsatz gekommen war, kam Calabro in die Voice-over-Abteilung der Agentur. Davor sprach er eine der Teilinhaberinnen der Agentur darauf an, dass er im Voice-over-Bereich interessiert sei und bekam von dieser eine Auflistung von Dialekten und lustigen Stimmen, die er lernen sollte. Hinzu kamen noch ein Treffen sowie die Erstellung eines professionellen Demo Reels, bis er nach sechs Wochen zu seinen ersten Voice-over-Vorsprechen kam. Dabei hatte er auf diese Weise auch gleich seine Möglichkeiten als professioneller Schauspieler expandiert und war nun nicht nur mehr als Schauspieler zu buchen, sondern auch im Voice-over-Bereich.
Im Jahre 1987 kam Calabro als 28-Jähriger im Stück Wild Blue, einer Off-Broadway-Produktion, im Perry Street Theatre auf Höhe der 46th Street zum Einsatz. Dabei spielte er sieben verschiedene Charaktere in einer Nacht mit acht Einaktern. Dabei hatte er nicht nur eine Menge Druck, da er im Laufe jedes Abends auch mehrmals das Genre wechseln musste, sondern kam auch vor verhältnismäßig großem Publikum zum Einsatz. So kam Calabro auch schnell zu weiteren Auftritten in Film, Fernsehen und Theater, was seine noch immer in der Anfangsphase befindliche Karriere weiter ankurbelte. Mit dem Stück hatte er solch großen Erfolg, dass die Show auf vier weitere Auftritte verlängert wurde und man für die letzte Show sogar auf ein größeres Theater auswich, um vor einem noch größeren Publikum aufzutreten. 1988 folgte ein Wechsel ans damals noch bestehende Manhattan Punch Line Theatre, wo der 29-Jährige in Bill Bozzones Women and Football in Erscheinung trat. Im Stück spielte er den Ehemann und die ebenfalls bekannte Schauspielerin Phoebe Cates mimte dabei seine Ehefrau. Danach bekam er seinen bis zu diesem Zeitpunkt bestbezahlten Job, als er für den Piloten der Serie Dream Street gebucht wurde, in deren späteren Cast er ebenfalls aufschien und dabei in allen der insgesamt sechs Folgen zum Einsatz kam. Die Serie wurde von zahlreichen Sendern ausgestrahlt und erfuhr vor allem für seine Qualität zumeist nur positive Kritik. Ab den späten 1980er Jahren bzw. eigentlich schon in den frühen 1990er Jahren kam Thomas Calabro vermehrt zu seinen Einsätzen im Film- und Fernsehbereich, wobei er es unter anderem im Jahre 1988 auch noch auf einen Auftritt im Film Ladykillers brachte und dabei in einer nicht unwesentlichen Nebenrolle in Erscheinung trat. Im Jahre 1990 kam er auch auf einen Einsatz in einer Episode der populär werdenden Fernsehserie Law & Order, sowie auf einen Auftritt in einer Folge von Ein gesegnetes Team. Nachdem er es 1991 auch noch zu einem Engagement in der Miniserie Eine Frau von Ehre gebracht hatte, war er als Detective Andy Parma 1992 auch in einer Folge von Columbo zu sehen, ehe er es noch im gleichen Jahr zu seinem absoluten Durchbruch brachte. Für Calabro war der Werdegang anfangs ziemlich überraschend, da er noch wenige Jahre zuvor mit nur wenig Geld auskommen musste, da er nach den nur kurzzeitig andauernden Erfolgen mit Dream Street keinen gesichertes Einkommen mehr hatte und weitere Produktionen mit seiner Beteiligung auf sich warten ließen. Zu dieser Zeit begann er zeitweilige und unbezahlte Arbeiten als Bühnenregisseur bei Off-Off-Broadway-Produktionen und war daneben auch noch in andere Projekte involviert.

### Durchbruch mit Melrose Place
Noch bevor er in den Cast der erfolgreichen Fernsehserie Melrose Place kam, wurde er im Jahre 1990 Mitglied von The Actors Studio und der Circle Repertory Company. Nachdem er anfangs nur als Schauspieler agierte, wurde er durch die beiden Einrichtungen zu einem Regisseur umgeformt, war aber weiterhin als Schauspieler erfolgreich im Einsatz. Auch noch vor der Produktion von Melrose Place war Calabro in den Jahren 1990/91 als Regisseur des Stücks Stealing Souls: Bring Your Camera im Einsatz, bei dem er für die Koordinierung von einer kompletten Band und einem 22-köpfigen Cast verantwortlich war. Das Stück wurde innerhalb wie auch außerhalb einer Kirche im East Village aufgeführt. Nach der Produktion stellte er fest, dass er einen drastischen Schritt setzen musste, da er zu diesem Zeitpunkt nichts verdiente, diese Arbeiten ohne Bezahlung verrichtete und zudem noch einige tausend US-Dollar aus eigener Tasche in die Produktion steckte. Hinzu kam auch noch, dass sein langjähriger treuer Freund, Advokat und Agent Michael Kingman im April 1991 an AIDS verstarb, was wiederum auch für Calabro einen Wechsel in der Repräsentation seiner Person bedeutete. Im Jahre 1991 zog es ihn für sechs Monate nach Los Angeles, wo er zu seiner bereits erwähnten Gastrolle in Ein gesegnetes Team kam. Da die meisten Fernsehgesellschaften zu dieser Zeit nicht das nötige Geld hatten, Schauspieler aus anderen Teil der Vereinigten Staaten nach Los Angeles einfliegen zu lassen und in New York nur wenige solcher Produktionen zu finden waren, fasste Calabro den Entschluss für ein halbes Jahr an die West Coast zu ziehen. Dort wurde er unter anderem nach seinem Columbo-Gig in den Cast der damals sehr erfolgreichen Fernsehserie Melrose Place geholt, wo er den Fiesling der Serie, Michael Mancini, mimte und in dieser Rolle bis zum Auslaufen der Serie im Jahre 1999 in allen 226 ausgestrahlten Episoden zu sehen war. Dabei war er gleichzeitig auch der einzige Schauspieler im kompletten Cast, der es zu Einsätzen in jeder einzelnen Folge der fünffach für einen Golden Globe nominierten Serie brachte. In seiner Anfangszeit in Los Angeles schloss er sich dem Judy Schoen Agency an, das zu dieser Zeit noch von Judy Schoen persönlich betreut wurde, die allerdings im Jahre 1999 im Alter von 57 Jahren an Lungenkrebs verstarb. Von 1995 bis 1998 zeigte er auch in vier Episoden sein Können als Regisseur. Parallel zum Ableger von Beverly Hills, 90210 kam Calabro allerdings auch noch in zahlreichen anderen Produktionen zum Einsatz. In diese Zeit fielen unter anderem Auftritte für jeweils eine Episode von Burkes Gesetz, Ned & Stacey und MADtv sowie Neben- und Hauptrollen in den Filmen Aus der Wiege entführt, Geraubte Unschuld,  Mad Men und L.A. Johns – Scharfe Kurven, heiße Typen.
Ebenfalls in diesen Zeitraum fielen die Heirat mit der Produktionsassistentin Elizabeth Pryor am 10. April 1993, sowie die Produktion des Theaterstücks Gravity Shoes, welches am Hudson Guild Theatre aufgeführt wurde. Außerdem wurde zu dieser Zeit Calabros MP-Schauspielvertrag neuausverhandelt und er wechselte um das Jahr 1996, dem Geburtsjahr der ersten gemeinsamen Tochter des Ehepaares, ein weiteres Mal die Agentur und kam Adam Levine ans Metropolitan Talent Agency, wo Levine im Laufe der nächsten drei Jahre zum Manager der Agentur avancierte. Calabro begleitete ihn noch bis ins Jahr 2005, ehe sich die Partnerschaft der beiden auflöste. In der Anfangsphase war man sich allerdings schnell einig, da Levine nur zehn der üblichen 15 Prozent an Provision verlangte. Nach den Erfolgen mit Melrose Place wurde Calabro weiterhin für unzählige Produktionen gebucht, obgleich die Zeit danach eine ziemlich stressige war. So hatte in den Jahren danach verschiedene Vorsprechen für ein- bzw. halbstündige Comedy-Produktionen und wurde in dieser Zeit unter anderem auch für eine Produktion mit dem Titel Hard Knox ausgewählt, die allerdings einige Probleme bei der Finanzierung bereitete. 2000 war er als Executive Producer des rund zweistündigen Fimes Falling Rue im Einsatz. Filmauftritte, die Calabro in dieser Zeit hatten, sind unter anderem Ein Engel auf Glatteis (2000), Best Actress (2000), They Nest – Tödliche Brut (2000), Face to Face (2001) und der bereits erwähnte Film Hard Knox. Dabei mimte er oftmals einen der Hauptcharaktere oder war in ebenso wesentlichen Nebenrollen zu sehen. Zwischendurch kam er im Jahre 2001 auch zu einem Gastauftritt in Ein Hauch von Himmel. Auch 2001 wurde er kurzzeitig als Yoga-Lehrer eingesetzt, wobei er selbst bereits seit über vier Jahren das heute bereits geschlossene Angel City Yoga in Studio City besuchte. Dort wurde er nach dem Ausfall eines Lehrers gebeten eine Gruppe zu übernehmen und tat seine Arbeit so gut, dass er weitere acht Monate als Lehrer im Einsatz war. Obgleich er kein zertifizierter Yoga-Lehrer war, kam er aufgrund seiner Erfahrung, seines guten Trainings und der persönlichen Beziehung zu den Verantwortlichen des Studios zu dieser Position. In der Low-Budget-Produktion Face to Face traf Calabro erstmals auf Scott Baio, den Drehbuchautoren des Films, mit dem er in den folgenden Jahren eng zusammenarbeitete. Mit Baio war Calabro im Laufe der Jahre in zahlreichen Produktionen im Einsatz, wobei beide zumeist die Positionen der Produzenten belegten, aber auch als Drehbuchautoren in Erscheinung traten. Über Auftritte in Film, Fernsehen und Theater ist bis hin zum Jahr 2004 nichts bekannt. Im Laufe der Jahre wurde Calabro zwei weitere Male Vater, unter anderem in den Jahren 1998 und 2000 als seine beiden Söhne geboren wurden.

### Zeit ab 2004/05
2004 folgte für den gebürtigen New Yorker ein Einsatz im Film The Perfect Husband gefolgt von einem weiteren Engagement im Film Single Santa Seeks Mrs. Claus (2005) sowie in einer Episode von Nip/Tuck – Schönheit hat ihren Preis, ebenfalls im Jahre 2005. Nach einem Gastauftritt in einer Folge von Cold Case – Kein Opfer ist je vergessen im Jahre 2006 kam der mittlerweile rund 48-Jährige im Jahre 2007 zu zahlreichen Filmauftritten. Dabei war er in den Filmen Chill, Cake: A Wedding Story, 'Til Lies Do Us Part und Ice Spiders jeweils in einer Hauptrolle zu sehen. Im letztgenannten Film war er unter anderem neben seinen ehemaligen Melrose-Place-Kollegen Patrick Muldoon und Vanessa Lynn Williams zu sehen. Zuvor ließ er sich bereits am 1. Oktober 2006 von seiner Frau scheiden. Des Weiteren war er im selben Jahr auch noch in der Theaterproduktion It’s Just Sex am Zephyr Theatre im Einsatz. Im Januar 2007 traf der Schauspieler auf den lizenzierten Akupunkteur und Praktiker für Chinesische Medizin Marc Ryan und die Videologin sowie Autorin Fran Battaglia, die ihn um Hilfe baten, ihre Show zu produzieren. Durch Calabros Hilfe wurde die Green Health Live Interactive Internet TV Show ins Leben gerufen, obgleich man vor allem in der Anfangsphase leichte Schwierigkeiten hatte und dabei vorwiegend mit der Finanzierung des gesamten Projektes. Nach dem Ausstieg aus dem Projekt war der knapp 50-Jährige wieder in verschiedenen Film- und Fernsehproduktionen im Einsatz. So verzeichnete er im Jahre 2008 eine Nebenrolle im Film Fall of Hyperion sowie eine Hauptrolle in Safehouse. 2009 wurde ihm besondere Ehre zuteil, als er in seine alte Rolle des Michael Mancini schlüpfte und in dieser im Remake Melrose Place bis 2010 in insgesamt neun Episoden zu sehen war. Zuvor war er von 2008 bis 2009 auch in zwei Folgen von Greek, sowie im Jahre 2009 in einer Episode von Without a Trace – Spurlos verschwunden im Einsatz. Des Weiteren brachte er es auf einen Einsatz in einem Segment der Kurzfilmproduktion Locker 13 (2009) sowie zu zwei Haupt- bzw. wesentlichen Nebenrollen in den Filmen Detention und Elle: A Modern Cinderella Tale. 2010 konnte er auch einen Gastauftritt in der Fernsehserie CSI: NY verzeichnen und wurde 2011 in jeweils einer Episode von Castle und Navy CIS eingesetzt. Eine weitere Filmproduktion mit Calabro, die voraussichtlich 2012 veröffentlicht wird, trägt den Titel Devils Inside und befindet sich zurzeit noch in der Vorproduktion. 2012 hatte Calabro einen Gastauftritt als in einer Folge der Musical-Comedy-Serie Glee, wo er den Vater von Noah „Puck“ Puckerman (gespielt von Mark Salling) mimte.

## Filmografie

### Als Schauspieler
Filmauftritte (auch Kurzauftritte)
- 1971: Boy Scout Troop – Dames at Sea (NBC-Sendung/en)
- 1984: Exterminator 2
- 1985: Nachts wenn der Mörder kommt (Out of the Darkness)
- 1988: Ladykillers
- 1995: Aus der Wiege entführt (Sleep, Baby, Sleep)
- 1995: Geraubte Unschuld (Stolen Innocence)
- 1997: Made Men
- 1997: L.A. Johns – Scharfe Kurven, heiße Typen (L.A. Johns)
- 2000: Ein Engel auf Glatteis (Ice Angel)
- 2000: Best Actress
- 2000: They Nest – Tödliche Brut (The Nest)
- 2001: Face to Face
- 2001: Hard Knox
- 2004: The Perfect Husband
- 2005: Single Santa Seeks Mrs. Claus
- 2007: Chill
- 2007: Cake: A Wedding Story
- 2007: ’Til Lies Do Us Part
- 2007: Ice Spiders
- 2008: Safehouse
- 2008: Fall of Hyperion
- 2009: Locker 13
- 2010: Detention
- 2010: Elle: Sing für Deinen Traum (Elle: A Modern Cinderella Tale)
- 2012: Devils Inside

Serienauftritte (auch Gast- und Kurzauftritte)
- 1989: Dream Street (6 Episoden)
- 1990: Ein gesegnetes Team (Father Dowling Mysteries) (1 Episode)
- 1990: Law & Order (1 Episode)
- 1991: Eine Frau von Ehre (Vendetta: Secrets of a Mafia Bride) (Miniserie)
- 1992: Columbo: Bluthochzeit (No Time to Die)
- 1992–1999: Melrose Place (226 Episoden)
- 1995: Burkes Gesetz (Burke’s Law) (1 Episode)
- 1996: Ned & Stacey (1 Episode)
- 1997: MADtv (1 Episode)
- 2001: Ein Hauch von Himmel (Touched by an Angel) (1 Episode)
- 2005: Nip/Tuck – Schönheit hat ihren Preis (Nip/Tuck) (1 Episode)
- 2006: Cold Case – Kein Opfer ist je vergessen (Cold Case) (1 Episode)
- 2008–2009: Greek (2 Episoden)
- 2009: Without a Trace – Spurlos verschwunden (Without a Trace) (1 Episode)
- 2009–2010: Melrose Place (9 Episoden)
- 2010: CSI: NY (1 Episode)
- 2011: Castle (1 Episode)
- 2011: Navy CIS (NCIS) (1 Episode)

### Als Regisseur und Ausführender Produzent
- 1995–1998: Melrose Place (4 Episoden) → Regisseur
- 2000: Falling Rue → Ausführender Produzent